# 樹蘭亞科

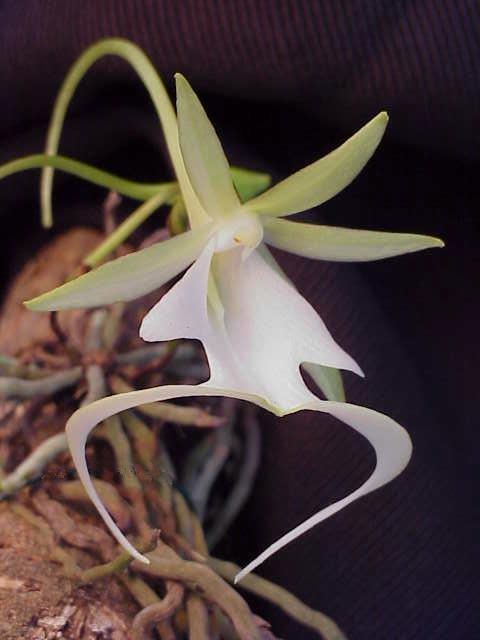
鬼蘭

樹蘭亞科（學名：Epidendroideae）是蘭科中最大的亞科，內含576屬15000種，比其他亞科內物種總和還要多。其中，石斛族（dendrobieae）， 腋花蘭亞族（pleurothallidinae），文心蘭亞族（oncidiinae）等含物種極多，不論在發生學意義的分布上（phylogenetics and systematic distribution)， 還是在生物地理學意義的分布上(biogeographic distribution)：它們在亞洲，太平洋地區，中、南非（palaeotropic），中美，南美（neotropic）熱帶和亞熱帶地區於生物多樣化和生態系統的健康有著重要的影響和作用。

多數樹蘭亞科物種都是熱帶附生植物（epiphytes），它們生長在樹上，並不會對宿主帶來負面影響。但也有一些物種的生活方式是陸生甚至是腐生，活著寄生在真菌上（Neottia nidus-avis）。基本所有的蘭科植物都於真菌共生。蘭科共生真菌統稱為OMF（orchid mycorrhiza fungi）。在附生蘭亞集中有很多真菌於蘭花的互動僅限於蘭花的某個生長時期（例如發芽）而同物種的成年蘭花根部的共生菌則完全不同於早期發育的菌落。蘭花的種子非常的小並且缺乏碳水化合物和脂肪，所以它們依賴真菌完成早起發育。蘭花幼苗或者可以光合作用的個體可予共生菌糖分，真菌為植物提供氮、磷，鉀化合物和其他微量元素。该亚科内的种属归类尚未完成，但随着研究的深入，应该会逐渐明晰。

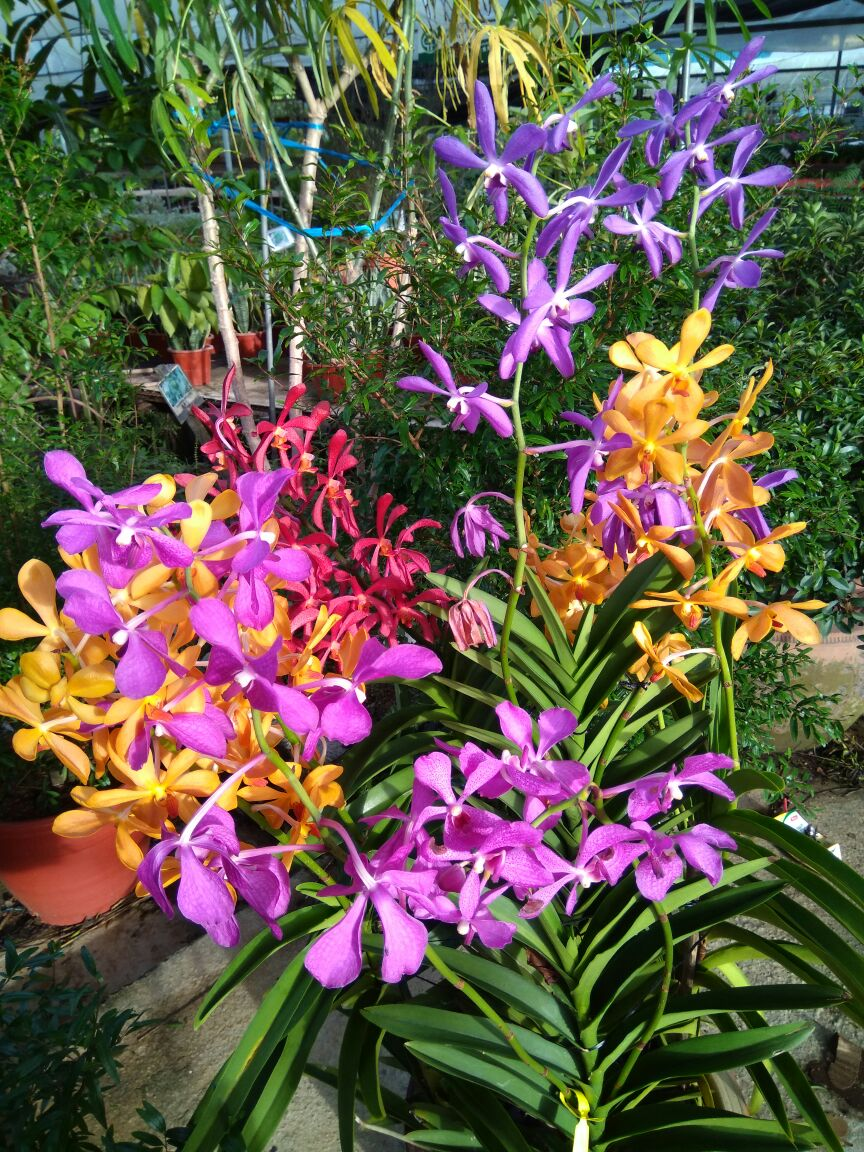
新加坡树兰亚科花序